# Rhyacophila karpa
Rhyacophila karpa är en nattsländeart som beskrevs av Schmid 1970. Rhyacophila karpa ingår i släktet Rhyacophila och familjen rovnattsländor. Inga underarter finns listade i Catalogue of Life.